# 東寧府
東寧府（朝鮮語：동녕부）是元朝在朝鲜半岛西北部设立的行政区划。

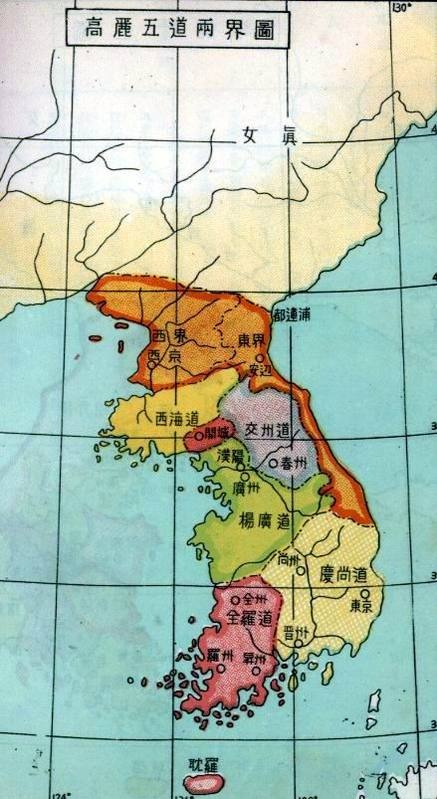
高丽五道两界图

1269年十月，高丽西京(今平壤)都统领崔坦、李延龄等以高丽北部50城降元。两年后，忽必烈将高丽西京划归元朝辽阳行省东宁府。翌年，元朝将高丽西京命名为旧西府，作为东宁府治所。
1276年（至元13年），東寧府改東寧路。1290年，应高丽忠烈王的要求，元朝将东宁府归还高丽。高丽史则记载在元末仍然有東寧府， 有学者认为東寧府迁往鸭绿江以北。也有学者认为是元末混乱期再設置。